# الضريبة الاستهلاكية

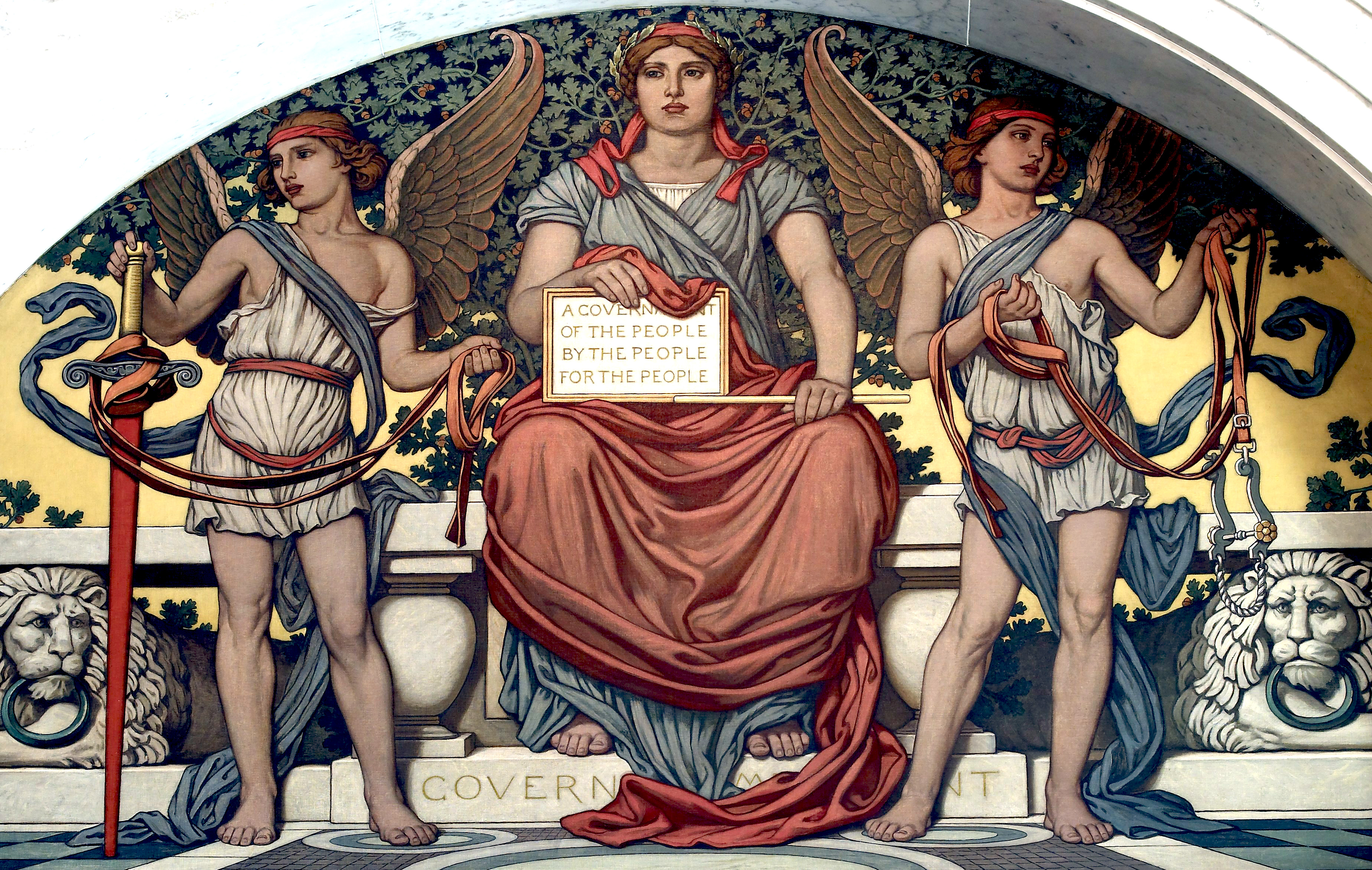

الضريبة الاستهلاكية ضريبة على الإنفاق الاستهلاكي على السلع والخدمات. والقاعدة الضريبية لمثل هذه الضريبة هي الأموال التي تنفق على الاستهلاك. ومعظم ضرائب الاستهلاك غير مباشرة، مثل ضريبة المبيعات أو ضريبة القيمة المضافة.